# فهد بن هزاع الشعلان
فهد بن هزاع بن نايف بن عبد الله الشعلان «أبو فارس» (1260هـ/1844م - 1320هـ/1903م) هو شيخ قبيلة الرولة، استقر في شمال شبه الجزيرة العربية والصحراء السورية. تولى الإمارة بعد مقتل الأمير مشعل بن سطام الشعلان سنة 1318هـ/1901م. لم يستمر في الحكم طويلاً، فقد قتل سنة 1320هـ/1903م حيث اطلق عليه أحد الأشخاص النار عليه في الظلام فأرداه قتيلاً، وقيل قُتل بالخطأ، ولكن الأمير النوري أخو فهد قتل من قتله، فاتهم النوري بأنه هو من خطط لذلك ليستولي على الإمارة، ثم قتل القاتل. وقد أعقب فهد ابنه الشيخ فارس، الذي حاول أن يتولى الحكم بعد وفاة والده، ولكن عمه النوري قد احكم سيطرته على الإمارة، ولم تجد محاولاته شيئا، فدخل بعدها في طاعة عمه، وأصبح أحد قادته العسكريين.

## دوره في معركة الصريف
انضم فهد الشعلان ومن معه من قبائل الرولة إلى جيش عبد العزيز بن رشيد، وكان قد نزل ضيفًا لدى ابن رشيد قبل المعركة. وقد كان منافسا لسطام الشعلان وابنه مشعل الذي حكم بعده، حيث دخل إلى جانب ابن رشيد طمعًا في مساعدته ضد خصمه مشعل، حيث كانا يتزاحمان في مشيخة الرولة. وقبل المعركة اتجه ابن رشيد إلى فهد الشعلان ومن معه من مشايخ الرولة وقال لهم: أرجوكم عدم خوض المعركة لأنكم ضيوف لدينا ونحن نكفيكم ذلك فإن دارت الدائرة علينا فإنكم أولى بمالنا وحلالنا. فعندما سمعوا هذا الكلام أخذتهم النخوة فقام الشيخ فهد الشعلان وحث جماعته على الاشتراك في القتال ومساعدة عبد العزيز الرشيد، وكان معه من الأتباع أربعين فارسًا.